# Energeticon

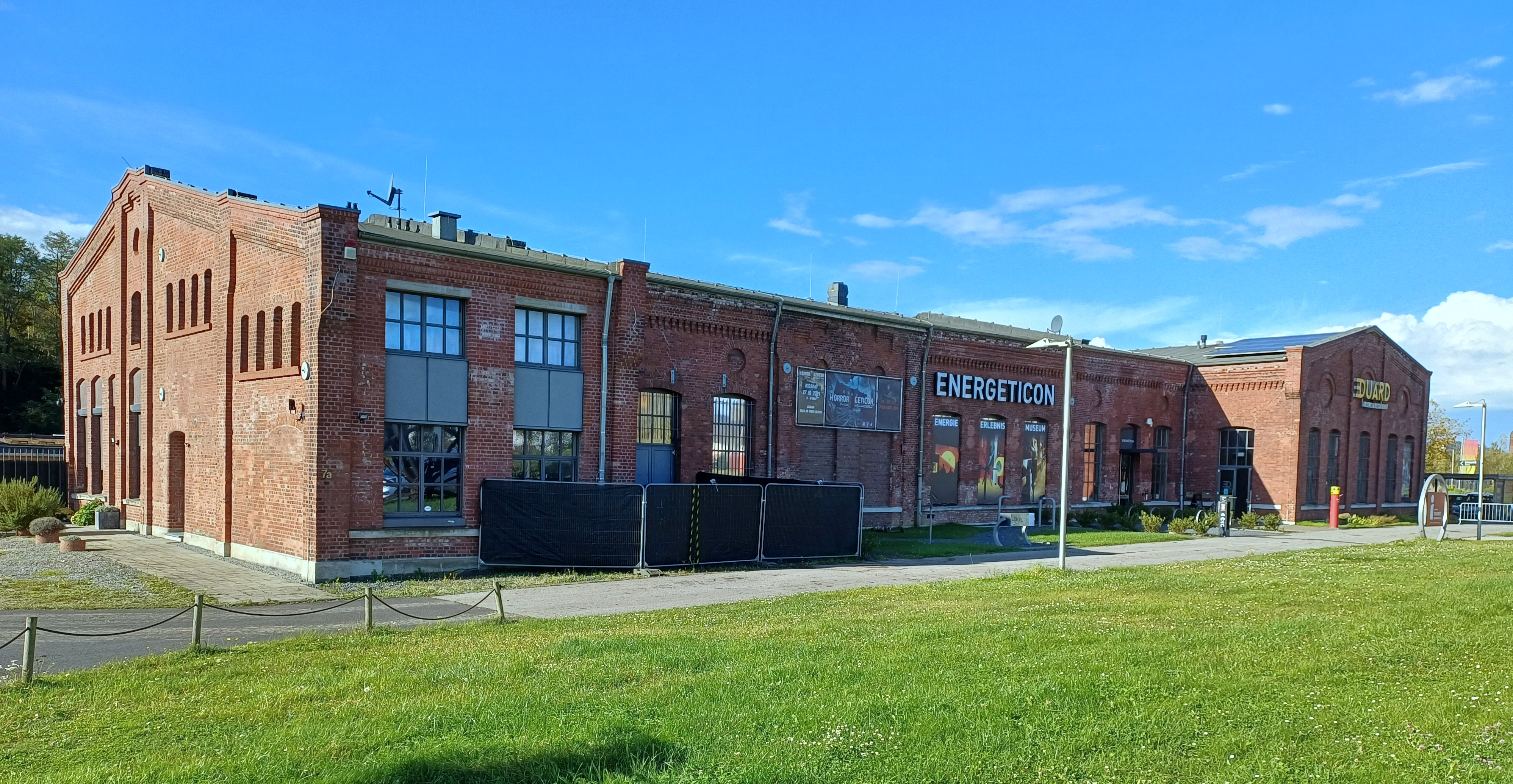
Energeticon – Schmiedegebäude

Das am 8. September 2014 eröffnete  Energeticon  ist ein Erlebnismuseum in Alsdorf.
Das Museum befindet sich auf dem Gelände der ehemaligen Grube Anna II des Eschweiler Bergwerks-Vereins (EBV) im Wurmrevier als Teil des Aachener Reviers.
Es besteht aus den drei Gebäuden Schmiedegebäude, Fördermaschinenhaus des Eduardschachtes, dem Kauengebäude und dem Außenbereich mit einem Skulpturenpark.

## Geschichte
Der 1986 gegründete gemeinnützige Verein Bergbaumuseum Wurmrevier, machte es sich zum Ziel, den über 150 Jahre alte industriellen Steinkohlenbergbau der Aachener und Südlimburger Region zu erforschen und zu dokumentieren. Später wurde der Verein in Bergbaumuseum Grube Anna umbenannt und erhielt dann den Zusatz Gesellschaft für Montangeschichte und Industriekultur. Das Ziel des Vereins war, ein Bergbaumuseum auf dem ehemaligen Gelände der Grube Anna II zu errichten.
Als im Jahr 2001 die NRW-Landesregierung bekannt gab, dass es keine öffentlichen Fördermittel für ein Bergbaumuseum geben würde, entwickelte sich die Idee des Projekts Energeticon.
Dieses Projekt wurde zum heutigen Energeticon weiterentwickelt.
Nach der Neuausrichtung des Vereins im Jahr 2019 lautet der Name des Vereins heute: Grube Anna Bergbauinformationszentrum Alsdorf (GABI Alsdorf).

## Gebäude
Das ehemalige Schmiedegebäude aus dem Jahr 1910 bildet den Eingangsbereich des Energeticons. Neben dem Foyer mit Counter und Shop, einer Gastronomie sowie Garderobe und Sanitäranlagen, beginnt und endet hier der Ausstellungsparcours. Nach der Nutzung als Schmiede und Reparaturwerkstatt befanden sich hier Teile der EBV-Berufsbildung, weshalb das Gebäude von ehemaligen Bergleuten auch als TZ (Trainingszentrum) bezeichnet wird.
Im Keller nutzte bereits die EBV-Berufsbildung ein kleines Lehrbergwerk, welches vom Verein Bergbaumuseum Grube Anna weiter ausgestattet wurde.
Das 1905 errichtete Fördermaschinenhauses dient seit 2008 als multifunktionale Versammlungsstätte für Wirtschaft, Wissenschaft und Kultur. Zudem genießt es den Status eines Baudenkmals.
In den beiden Fördermaschinenhallen stehen zwei Elektromaschinen unterschiedlichen Typs: eine gleichstromgetriebene Trommelmaschine (östliche Förderung) und eine mit Drehstrom betriebene modernere Maschine (westliche Förderung). In der Umformerhalle stehen Wandler, mit denen Drehstrom des Kraftwerks in Gleichstrom umgewandelt wurde und eine 21 Tonnen schwere Illgnerscheibe, mit deren kinetischer Energie über einen Generator bei Stromausfällen Notstromversorgung organisiert wurde.
Das Kauengebäude beherbergt im Konzept des Energeticon vor allem die Abschnitte „Sozial- und Arbeitsgeschichte des Bergbaus“, das naturwissenschaftliche „1x1 der Energie“ und die Darstellung zu den Grundlagen einer regenerativen, primär solar gestützten Energieversorgung.
Das Kauengebäude besteht aus zwei unterschiedlich alten Gebäudeabschnitten. In dem 1905 errichteten Teil befanden sich die Waschkauen mit Duschräumen. Der neuere Teil entstand 1931 als Ersatz für den 1930 bei einer Schlagwetterexplosion im Eduardschacht zerstörten Gebäudeabschnitt. In dieser Obergeschosskaue war zeitweise eine Lehrwerkstatt als Teil der EBV-Berufsbildung untergebracht.

Gebäude und Exponate
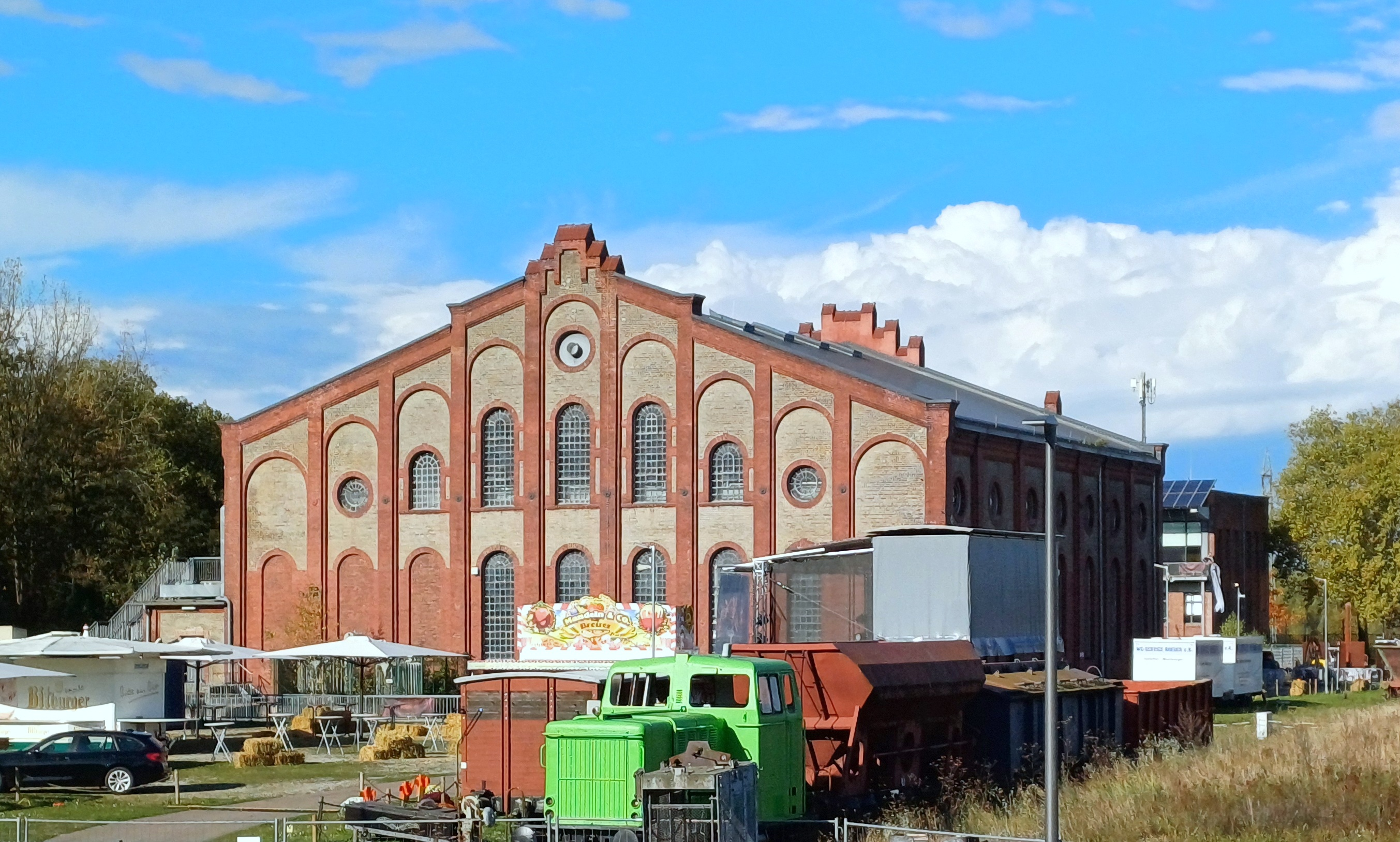
Fördermaschinenhaus Eduardschacht
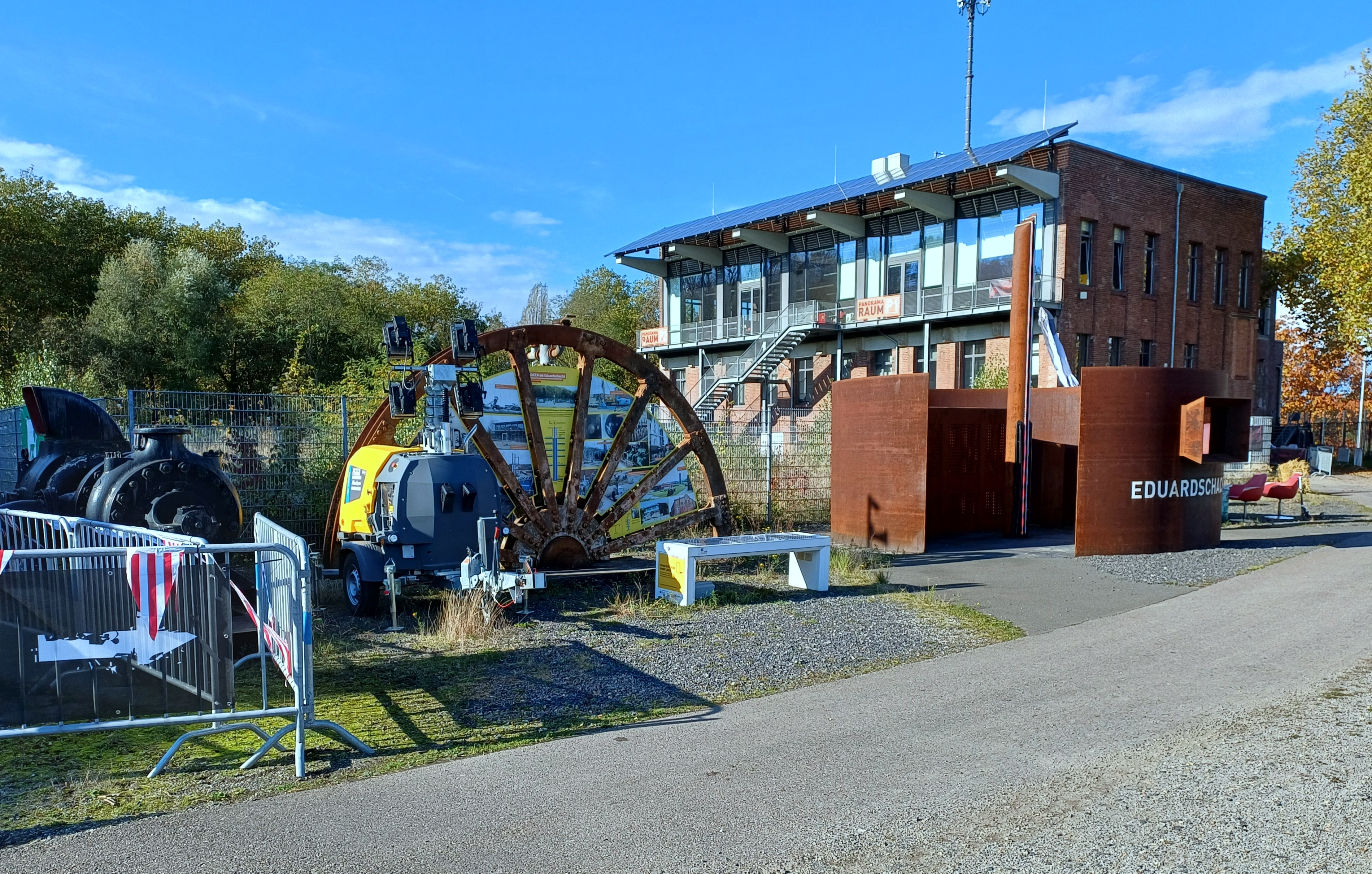
Waschkaue
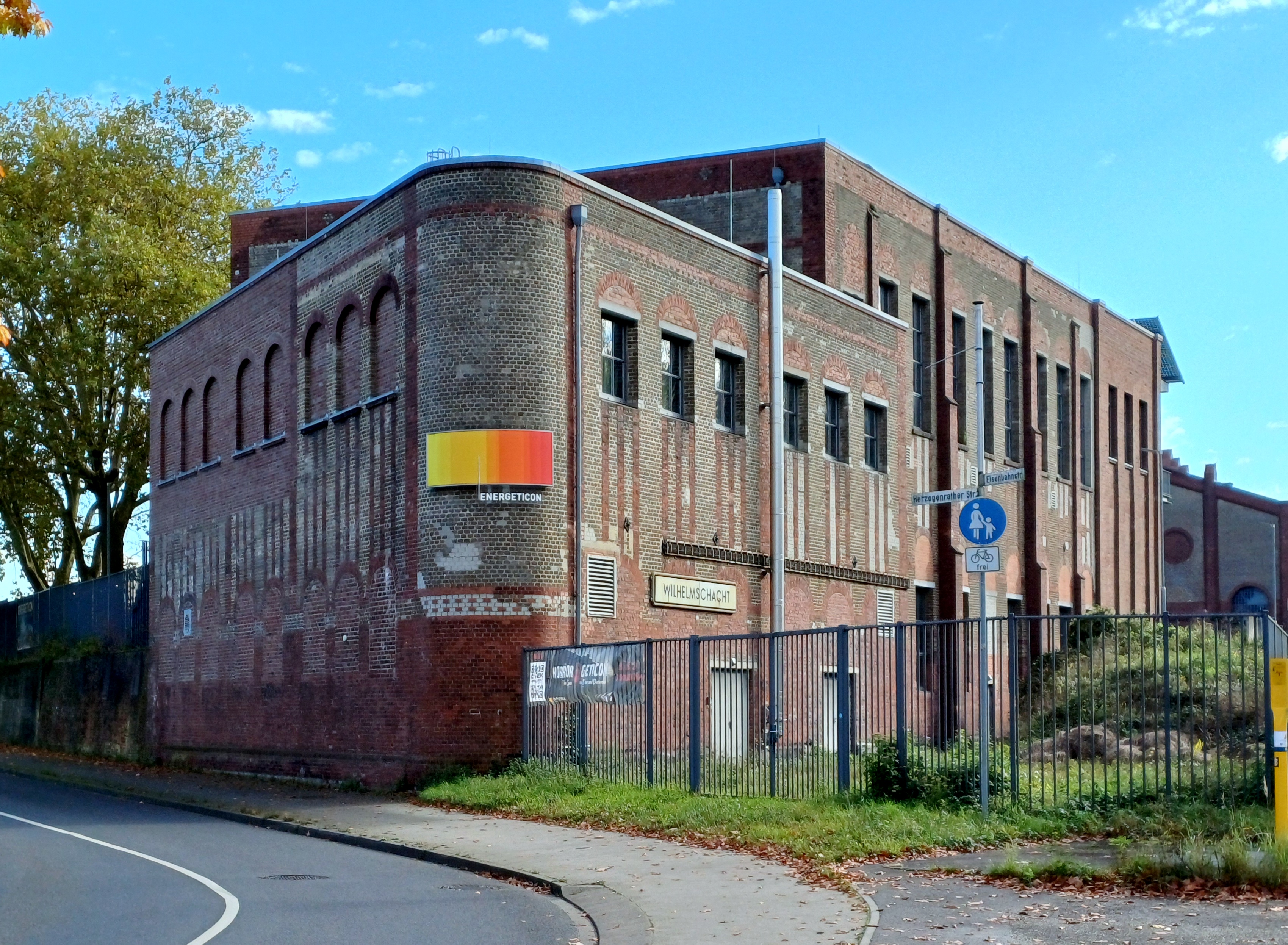
Waschkaue Rückseite Wilhelminaschacht
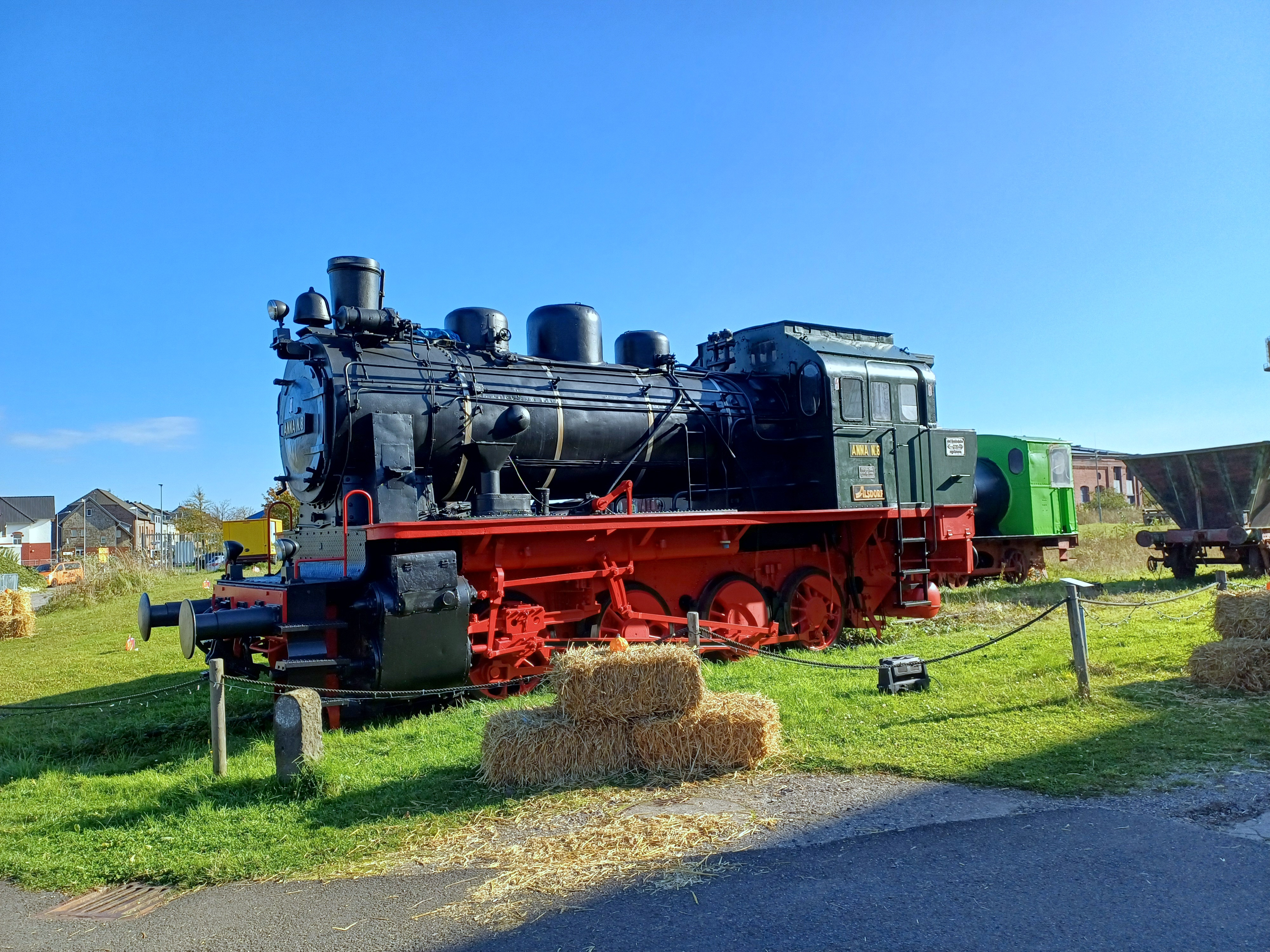
Tenderlokomotive ELNA 6
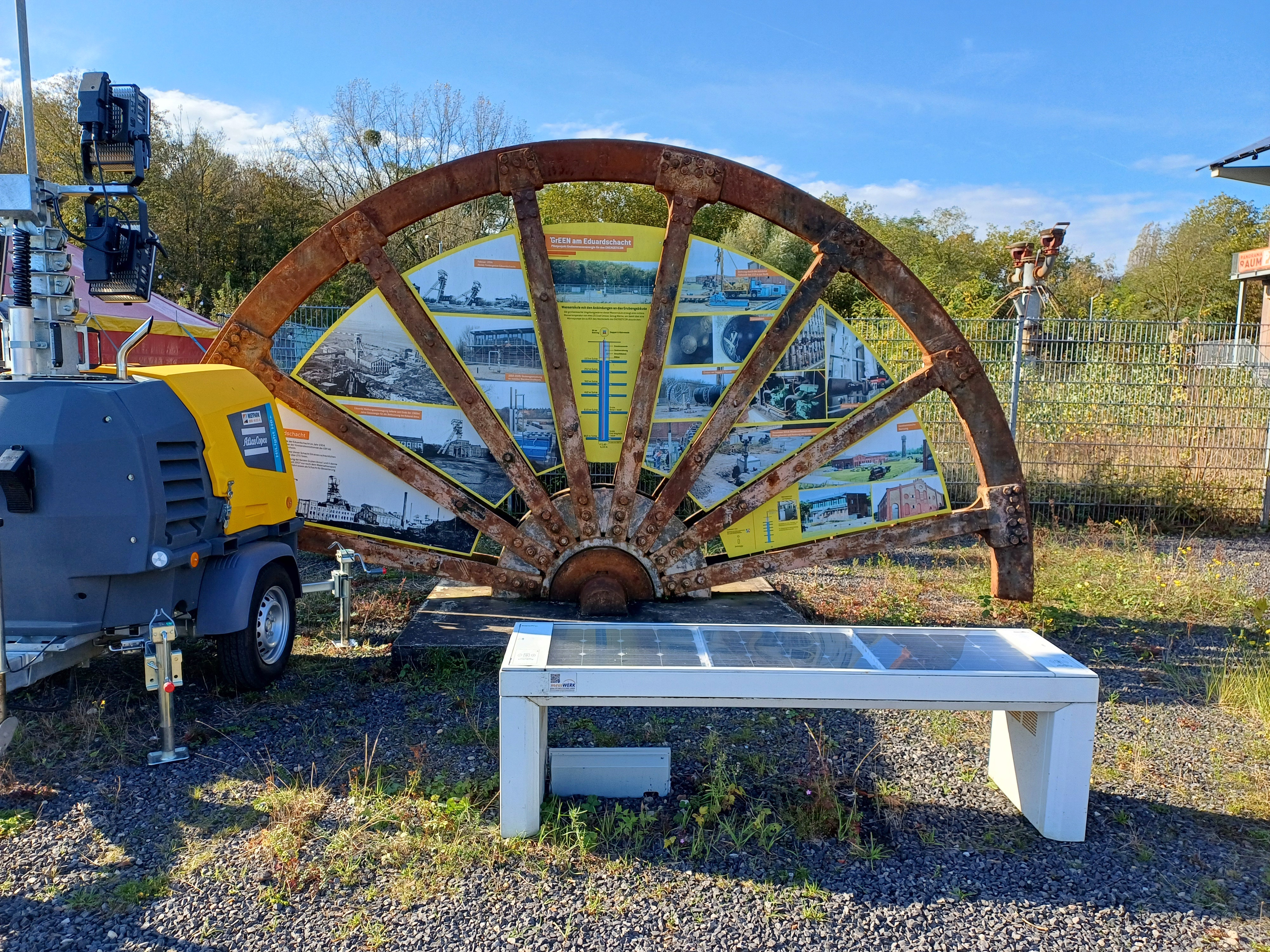
Schwungrad
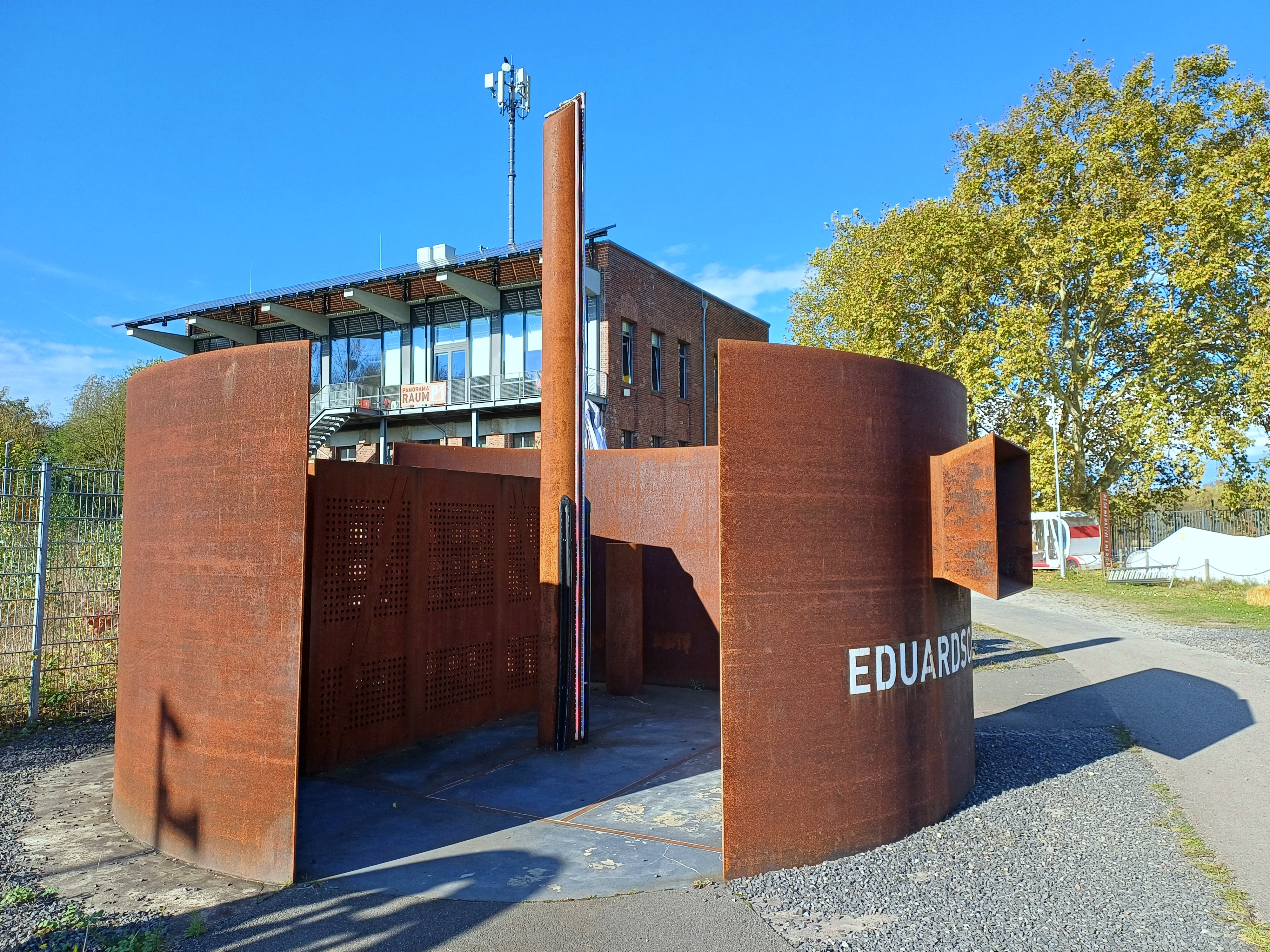
Eduardschacht

## Barbarakapelle
In direkter Nachbarschaft zum Energeticon wurde zudem die Barbarakapelle errichtet. Sie wurde von dem Alsdorfer Künstler Ludwig Schaffrath ausgestaltet und von dem Fotokünstler Algirdas Milleris dokumentiert. In dieser hängt seit 2015 eine ca. 1,30 Meter hohe, im Metallgussverfahren hergestellte Barbarafigur. Diese Figur hing in den 1950er- und 1960er-Jahren am Streckenzweig der 610-Meter-Sohle der Grubenfelder Anna I und Anna II. Am Ende der 1960er Jahre gelangte die Figur 250 Meter tiefer und hing fortan auf der 860-Meter-Sohle.
Im Jahr 1986 kehrte sie ans Tageslicht zurück und wurde in die damalige Hauptverwaltung des EBV in Herzogenrath-Kohlscheid gebracht.
Dort befand sie sich bis zum Oktober 2006. Nach einer Zwischenstation im Foyer des Alsdorfer Rathauses hat sie nunmehr ihren endgültigen Platz in der Kapelle. Im angrenzenden Anna Park markiert eine Stele den früheren Standort der Figur unter Tage.

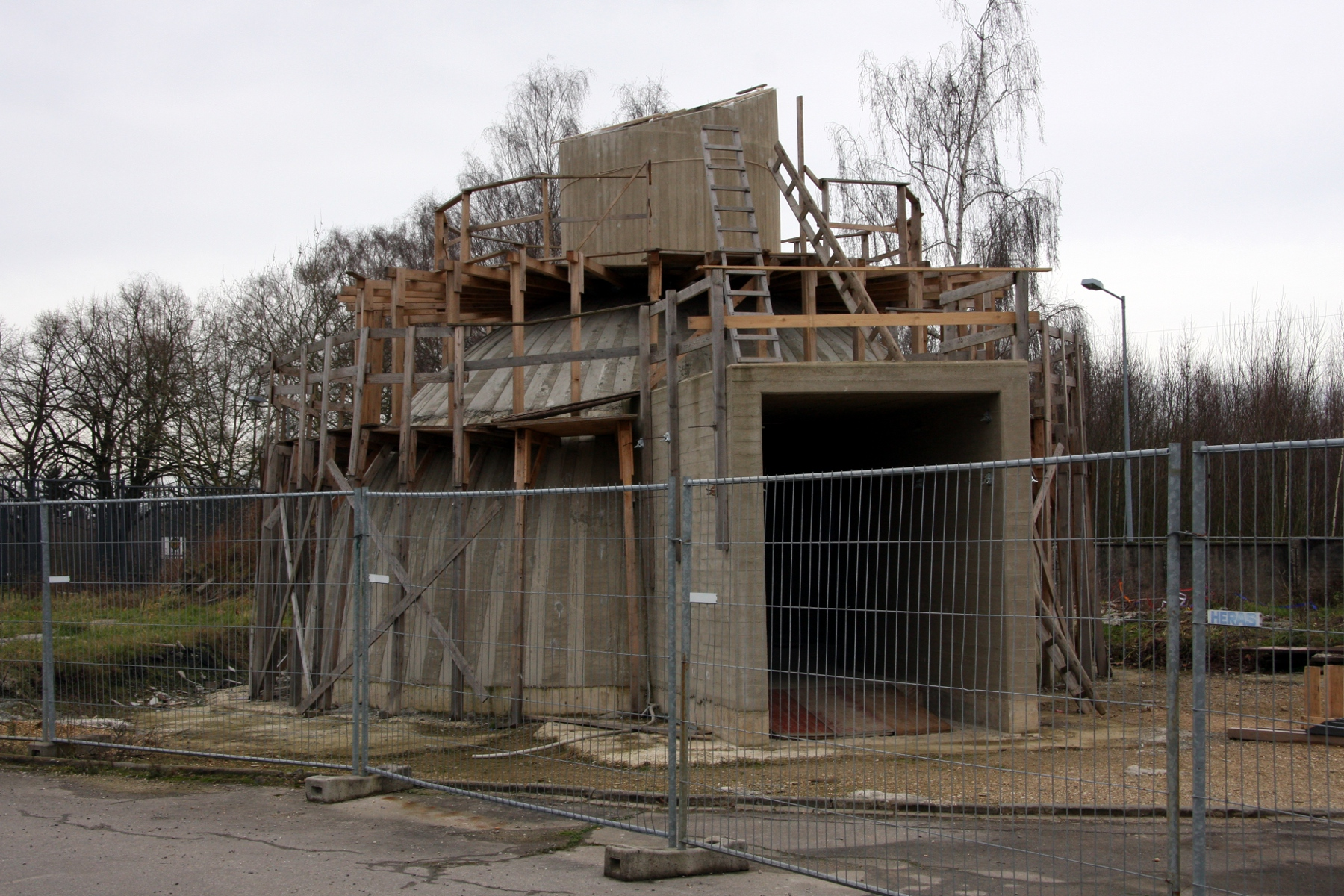
Rohbau der Barbarakapelle
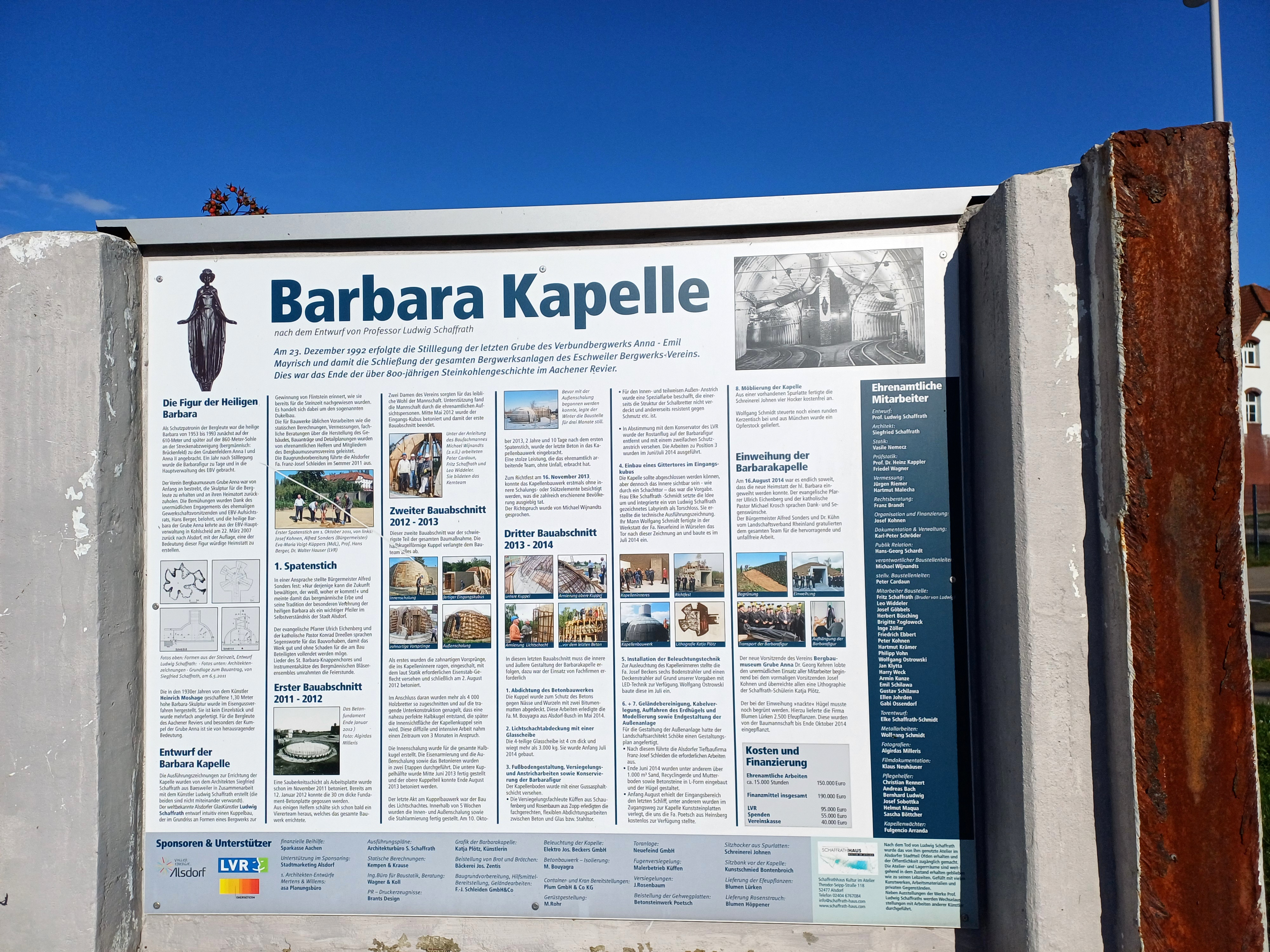
Infotafel
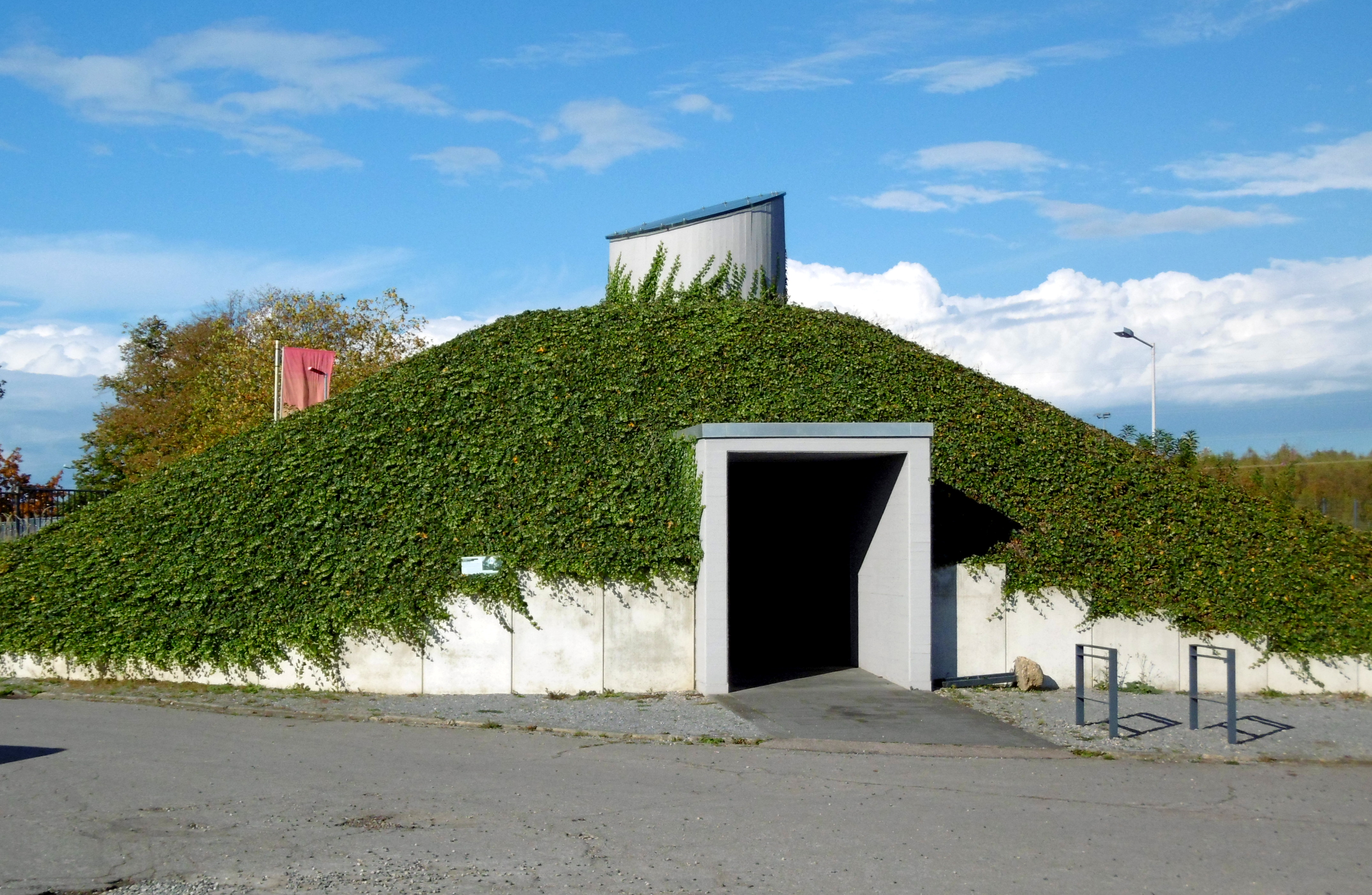
Barbarakapelle
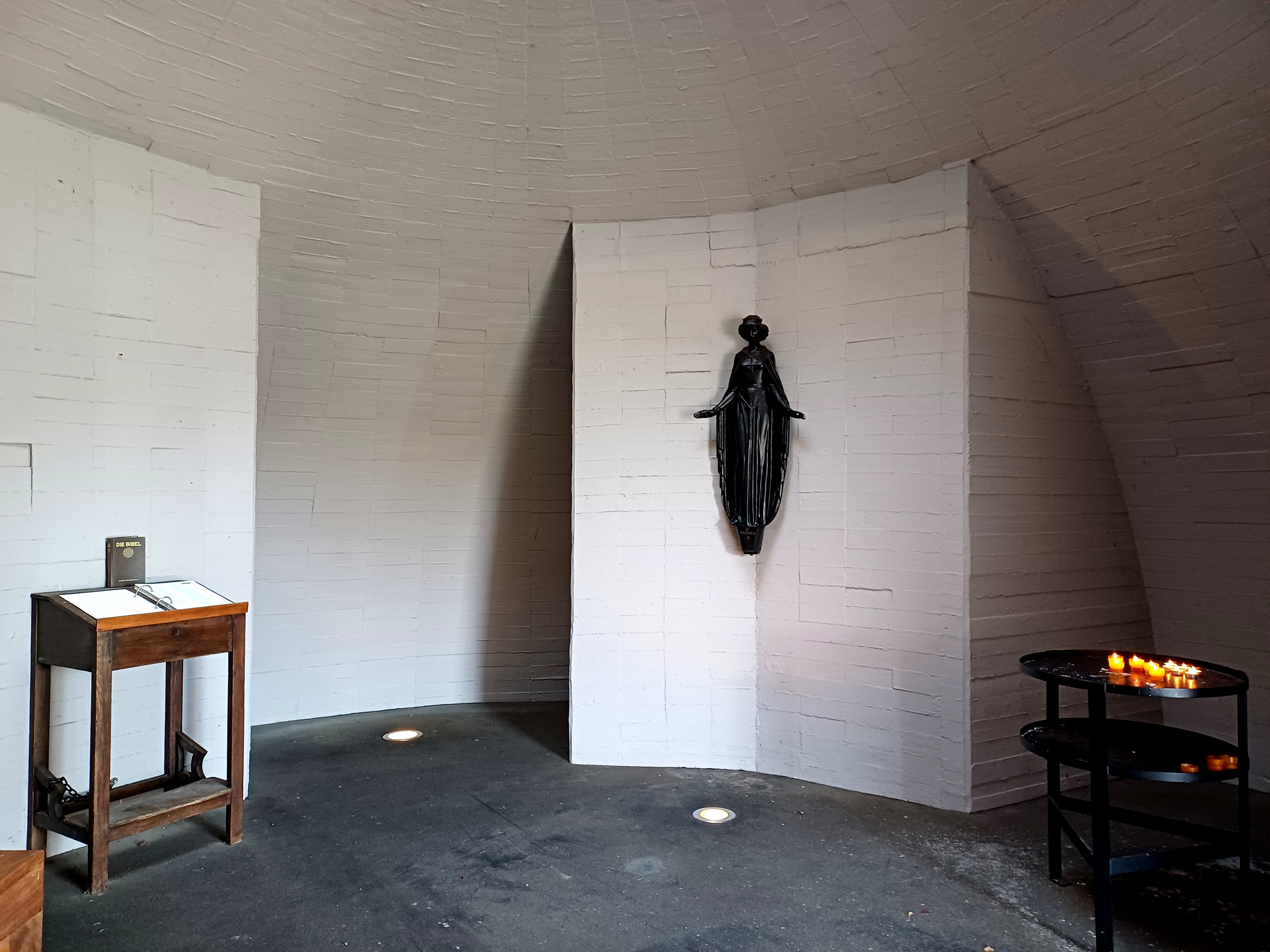
Barbarakapelle Innenansicht
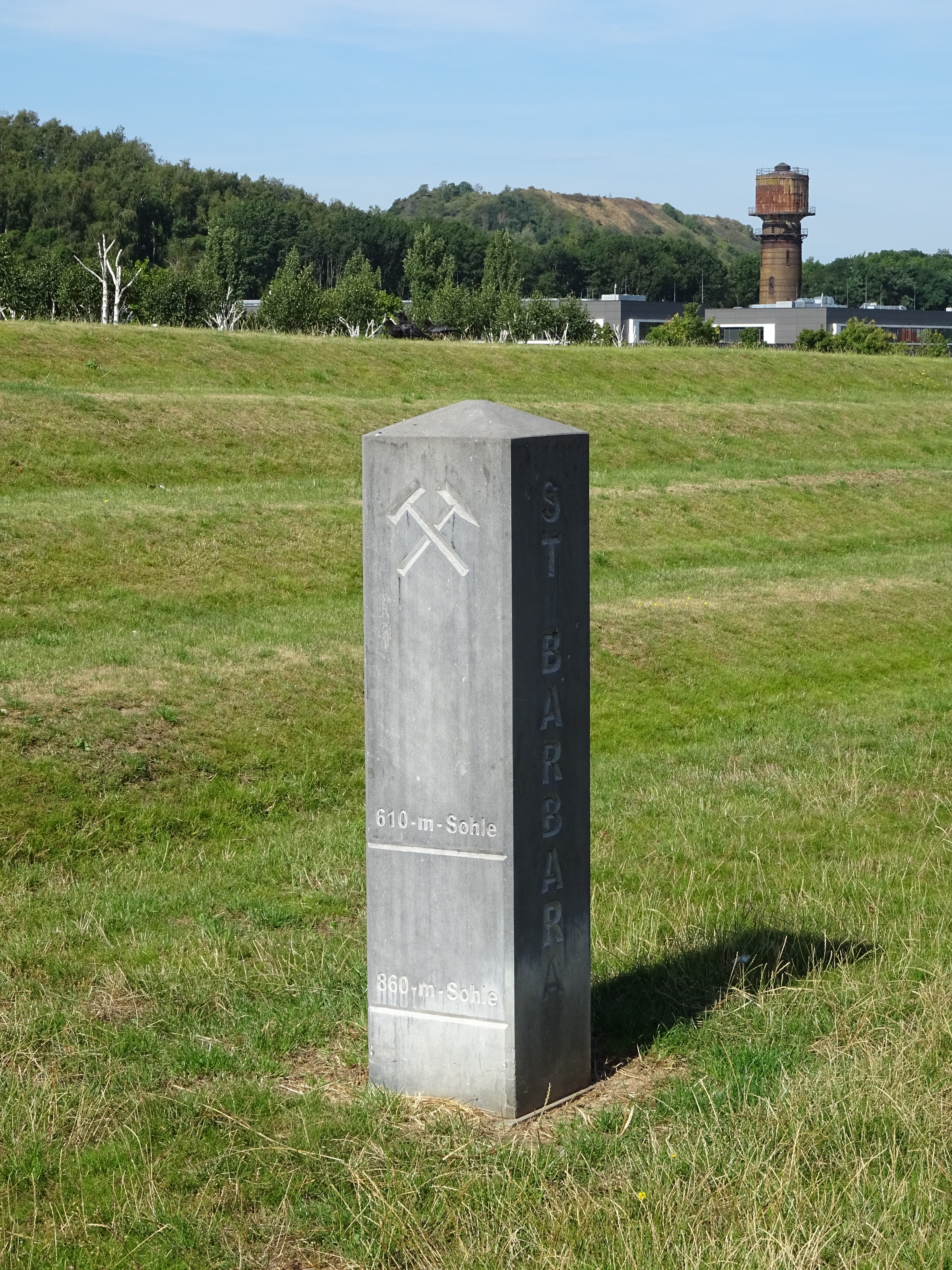
Barbarastele

## Seilscheibenfahrrad

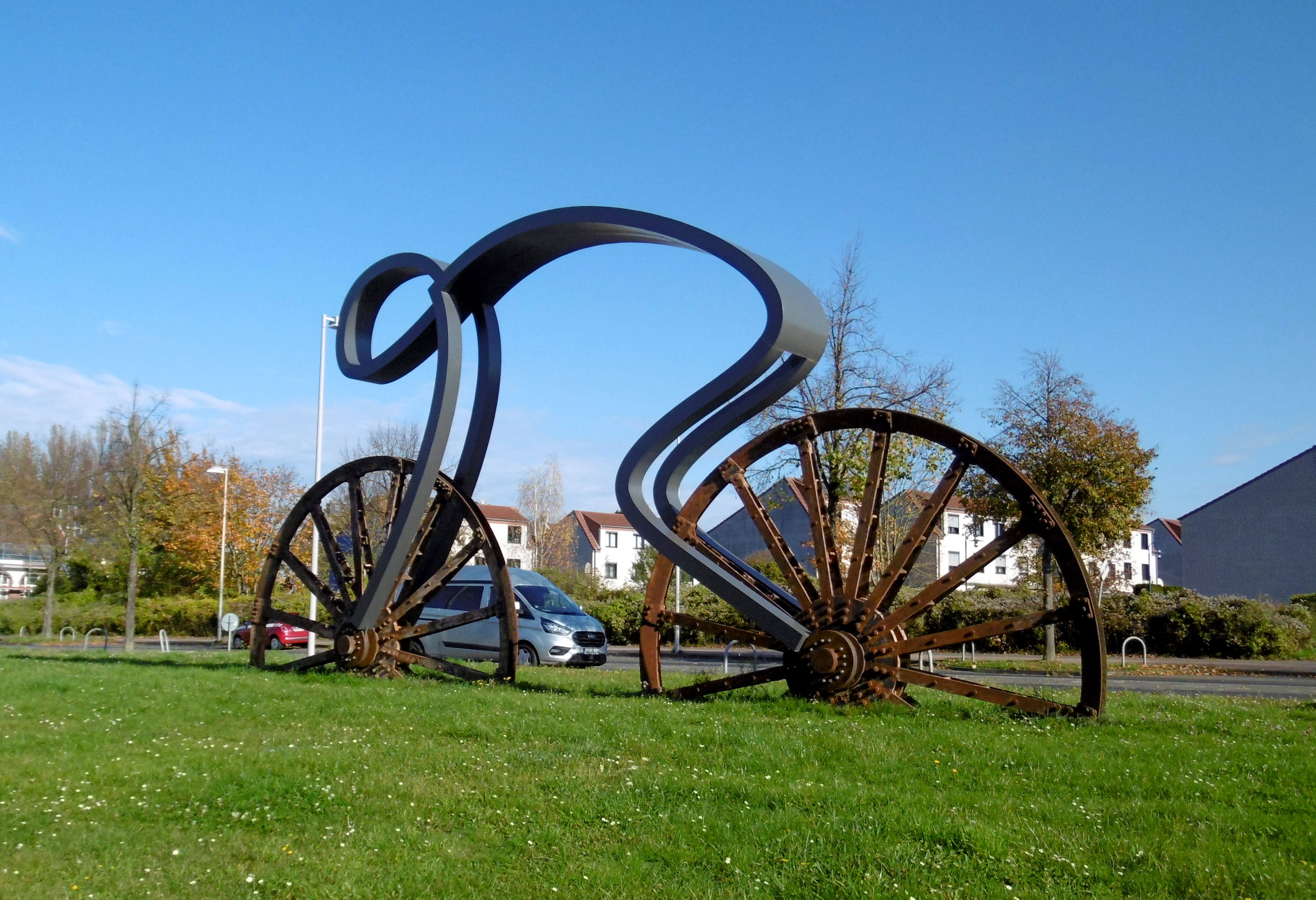
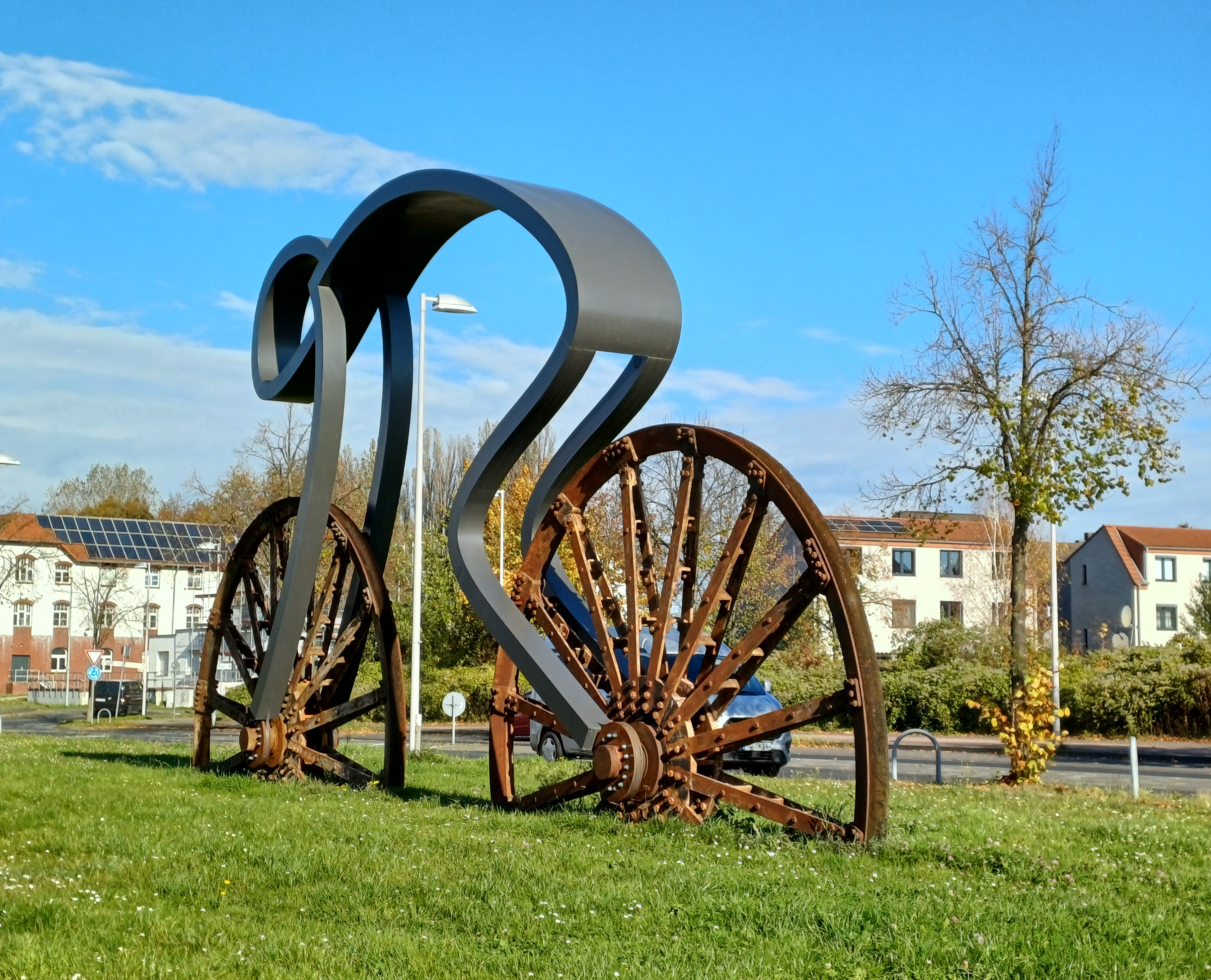

Im März 2023 wurde auf dem Vorplatz des Schmiedegebäudes ein 13 Tonnen schweres, sechs meter hohes und nochmal doppelt so langes Riesenfahrrad nebst Fahrer enthüllt.
Das Kunstobjekt des lokalen Meisterdesigners Jörg Bontenbroich nutzt dabei zwei Original-Seilscheiben des Fördergerüsts Eduardschacht, der 1994 abgerissen wurde,
als Reifen, welche in den Boden verankert wurden.
Im Rahmen der Fahrradroute „Zeitschleife – Schwarzes Gold“ wurden zudem 18 Rahmen mit Erklärungstafeln aufgestellt, welche aus dem gleichen Material gefertigt wurden wie der „Radfahrer“.